# Polityka zagraniczna Czech
Polityka zagraniczna Czech – polityka zagraniczna prowadzona przez władze Czech obejmująca dwustronne stosunki z innymi państwami oraz uczestnictwo w organizacjach międzynarodowych i wielostronnych formatach współpracy.
Według danych z 2023 roku Czechy utrzymują stosunki dyplomatyczne z 197 państwami.
Wśród organizacji międzynarodowych, w których Czechy posiadają członkostwo znajdują się m.in. ONZ, NATO, Unia Europejska, Rada Europy, OBWE, OECD i Światowa Organizacja Handlu.

## Cele polityki zagranicznej i bezpieczeństwa Czech
Cele polityki zagranicznej określa opracowana w 2025 roku przez Ministerstwo Spraw Zagranicznych koncepcja, która nawiązuje do strategii bezpieczeństwa z 2023 roku i innych dokumentów rządowych.
Polityka zagraniczna państwa opiera się na wartościach demokracji, wolności oraz praw człowieka i praworządności oraz stabilność i dobrobyt z uwzględnieniem członkostwa w Unii Europejskiej i NATO.
Strategia bezpieczeństwa dzieli interesy Czech na trzy kategorie obejmujące cele związane z polityką zagraniczną, obronną, bezpieczeństwa wewnętrznego oraz gospodarczą i informacyjną w obszarze bezpieczeństwa państwa:
- żywotne (zapewnienie suwerenności i integralności terytorialnej państwa oraz zasad demokratycznego państwa prawna)
- strategiczne (m.in. zapewnienie bezpieczeństwa i stabilności obszaru euroatlantyckiego, budowanie jedności strategicznej Unii Europejskiej i NATO, rozwój sił zbrojnych, zapewnienie cyberbezpieczeństwa i bezpieczeństwa wewnętrznego, zmniejszenie zależności gospodarczej i surowcowej od podmiotów stanowiących zagrożenie dla bezpieczeństwa państwa)
- inne istotne (m.in. rozwój stosunków dwustronnych z konstruktywnymi partnerami, integracja Ukrainy ze strukturami euroatlantyckimi, wzmocnienie wywiadu i kontrwywiadu, ograniczanie przestępczości zorganizowanej, gospodarczej i informatycznej, zwalczanie ekstremizmów, zwiększenie profesjonalizmu instytucji państwowych)

Wśród celów polityki zagranicznej Koncepcja z 2025 roku wymienia m.in.:
- aktywne członkostwo w Unii Europejskiej i NATO
- poparcie dla rozszerzenia Unii Europejskiej o kraje Bałkanów Zachodnich i Europy Wschodniej
- wzmacnianie bilateralnych partnerstw strategicznych
- rozwój kontaktów z sąsiadami na poziomie samorządowym, społecznym, naukowym i kulturalnym
- uzyskanie niestałego członkostwa w Radzie Bezpieczeństwa ONZ w latach 2032–2033

## Obszary polityki zagranicznej

### Członkostwo w Unii Europejskiej
Zmiany polityczne po 1989 roku otworzyły możliwość reorientacji polityki zagranicznej Czechosłowacji (a od 1993 roku już odrębnych państw) i wejście na drogę integracji europejskiej. W 1991 roku podpisano układ stowarzyszeniowy między Czechosłowacją a Europejską Wspólnotą Gospodarczą. Formalne rozmowy dotyczące członkostwa Czech w Unii Europejskiej rozpoczęły się w marcu 1998 roku
Czechy są członkiem Unii Europejskiej 1 maja 2004, kiedy przystąpiły wraz z innymi dziewięcioma państwami kandydującymi. W przeprowadzonym rok wcześniej referendum 77% głosujących poparło akcesję.

### Członkostwo w NATO
Czechy przystąpiły do NATO 12 marca 1999, co zostało poprzedzone udziałem w programie Partnerstwo dla Pokoju.
Na forum NATO Czechy popierają politykę w zakresie obrony i odstraszania opartą na zrównoważonym połączeniu potencjału nuklearnego i konwencjonalnego oraz dalszy rozwój zdolności w obszarze tzw. nowych zagrożeń (m.in. z obszarze energetyki, cyberbezpieczeństwa i terroryzmu) oraz przeciwdziałania zagrożeniom hybrydowym. Ponadto Czechy wyraziły poparcie dla wzmacniania obrony państw wschodniej flanki NATO oraz członkostwa Ukrainy w NATO po zakończeniu wojny z Rosją.
Czescy żołnierze uczestniczą w wielonarodowych brygadach NATO na Słowacji, Litwie i Łotwie.

### Członkostwo w ONZ
W ramach ONZ Czechy angażują w działalność agend ONZ oraz działania z zakresu humanitarnej i rozwojowej. Ponadto Czesi pod egidą ONZ uczestniczyli w misjach pokojowych i obserwacyjnych w byłej Jugosławii, państwach afrykańskich, Iraku i Afganistanie.
W latach 1994–1995 Czechy były niestałym członkiem Rady Bezpieczeństwa ONZ.

### Pomoc rozwojowa i humanitarna
Strategicznym celem czeskiej pomocy rozwojowej Czech Aid jest eliminacja ubóstwa i nierówności oraz promowanie bezpieczeństwa i dobrobytu w odniesieniu do Milenijnych Celów Rozwoju i Agendy na rzecz Zrównoważonego Rozwoju 2030 z Celami Zrównoważonego Rozwoju 2023. Czeska pomoc ma w swoich założeniach przyczyniać się do zapewnienia globalnego bezpieczeństwa i stabilności, ograniczania niepożądanej migracji, wzmacniania bezpieczeństwa ekologicznego oraz wspierania demokracji i ochrony praw człowieka.
Kraje priorytetowe czeskiej współpracy rozwojowej na lata 2024–2030:
- Bośnia i Hercegowina
- Etiopia
- Gruzja
- Kambodża
- Mołdawia
- Zambia